# Katedra św. Piotra w Beauvais
Katedra św. Piotra w Beauvais (fr. Cathédrale Saint-Pierre de Beauvais) – gotycka katedra pod wezwaniem św. Piotra w Beauvais we Francji. Siedziba arcybiskupa Beauvais. 
Katedra w Beauvais to jedyny w swoim rodzaju nadal czynny kościół, który jest pierwszorzędnym przykładem architektury późnogotyckiej. Do dziś należy do najśmielszych dokonań w architekturze gotyku. 
Jej sklepienie w południowym ramieniu transeptu ma 48,5 m wysokości i jest najwyższym sklepieniem gotyckim na świecie. 
W jednej z bocznych kaplic znajduje się zegar astronomiczny z 1866.
W 1840 katedra uzyskała status pomnika kultury narodowej Francji.
Z powodu niestabilnej konstrukcji, ciągle grożącej zawaleniem, budynek katedry został wpisany na listę World Monuments Watch sporządzoną przez World Monuments Fund 100 Most Endangered Sites 2000 i 2002, prywatną fundację zajmującą się najbardziej zagrożonymi zabytkami na świecie.
Budowie katedry Hanna Malewska poświęciła książkę Kamienie wołać będą (wyd. 1946).

## Historia
Pierwszą świątynią zbudowaną na miejscu obecnej katedry był karoliński kościół z X w., którego nawa główna, tzw, Basse Œuvre, znajduje się w miejscu planowanej nawy głównej obecnej katedry. Kościół ten został uszkodzony przez pożar w 1225. W tym czasie rozpoczęto budowę katedry w Amiens i biskup Beauvais, Milon de Nanteuil, postanowił również w swojej diecezji wybudować katedrę, która miała być najwspanialszą katedrą gotycką we Francji.
Prace rozpoczęto od wznoszenia prezbiterium, ale z powodu skąpych funduszy jakość robót budowlanych była niska i budowla w 1227 zawaliła się. Prace budowlane wznowiono, po czym budowla w 1284 ponownie runęła. Podjęte na nowo prace przebiegały powoli, udało się jednak ukończyć prezbiterium i pierwsze przęsło nawy głównej. Prace przerwał wybuch wojny stuletniej pomiędzy Anglią i Francją. W 1347 działalność budowlana ustała całkowicie. 
W 1500 rozpoczęto budowę transeptu, który ukończono w poł. XVI w. Oba ramiona transeptu otrzymały fasady w stylu płomienistym (flamboyant) według projektu Martina Chambiges'a (1460-1532). Fasadę południową ozdobiła imponująca rozeta zbudowana z delikatnego maswerku, przedstawiająca w części środkowej wyobrażenie Boga Ojca. Od czasu ukończenia fasady południowej znajdujący się w niej portal zaczął służyć jako wejście główne do katedry. 
W 1558 rozpoczęto prace przy wznoszeniu monumentalnej wieży i iglicy, która miała przewyższyć bazylikę św. Piotra w Watykanie. Wieża została umiejscowiona nad skrzyżowaniem naw. W 1569 osiągnęła ona wysokość 149 m, stając się najwyższą wieżą kościelną na świecie. Jej konstrukcję wieńczył drewniany hełm zakończony żelaznym krzyżem. Wkrótce okazało się, że konstrukcja budowli nie jest dostatecznie wytrzymała. Rozpoczęto budowę kolejnego przęsła nawy głównej, aby podeprzeć wieżę od strony zachodniej. Zabieg ten okazał się niewystarczający i w 1573, w święto Wniebowstąpienia wieża runęła niszcząc dach prezbiterium. Zaraz po tym prezbiterium podparto stemplami, ale okazało się, że podłoże, na którym stała katedra, nie jest w stanie utrzymać ogromnej budowli.
W 1605 rozpoczęte przęsło nawy zostało zamknięte prowizoryczną ścianą, jako że zabrakło środków finansowych na dokończenie budowy. Katedra pozostała dziełem nieukończonym. 
W czasie drugiej wojny światowej centrum Beauvais zostało poważnie zniszczone w wyniku bombardowań, sama katedra jednak ocalała.
Statyka katedry jest nieustannie zagrożona z powodu braku korpusu nawowego, dlatego wewnątrz zastosowano szereg podpór z drewna i stali. Trwają gruntowne prace konserwacyjne.

## Architektura

### Struktura budowli

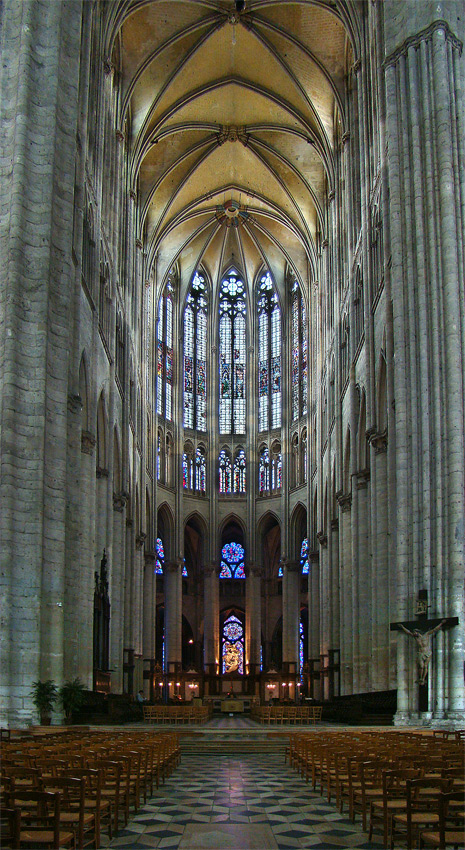
Wnętrze prezbiterium

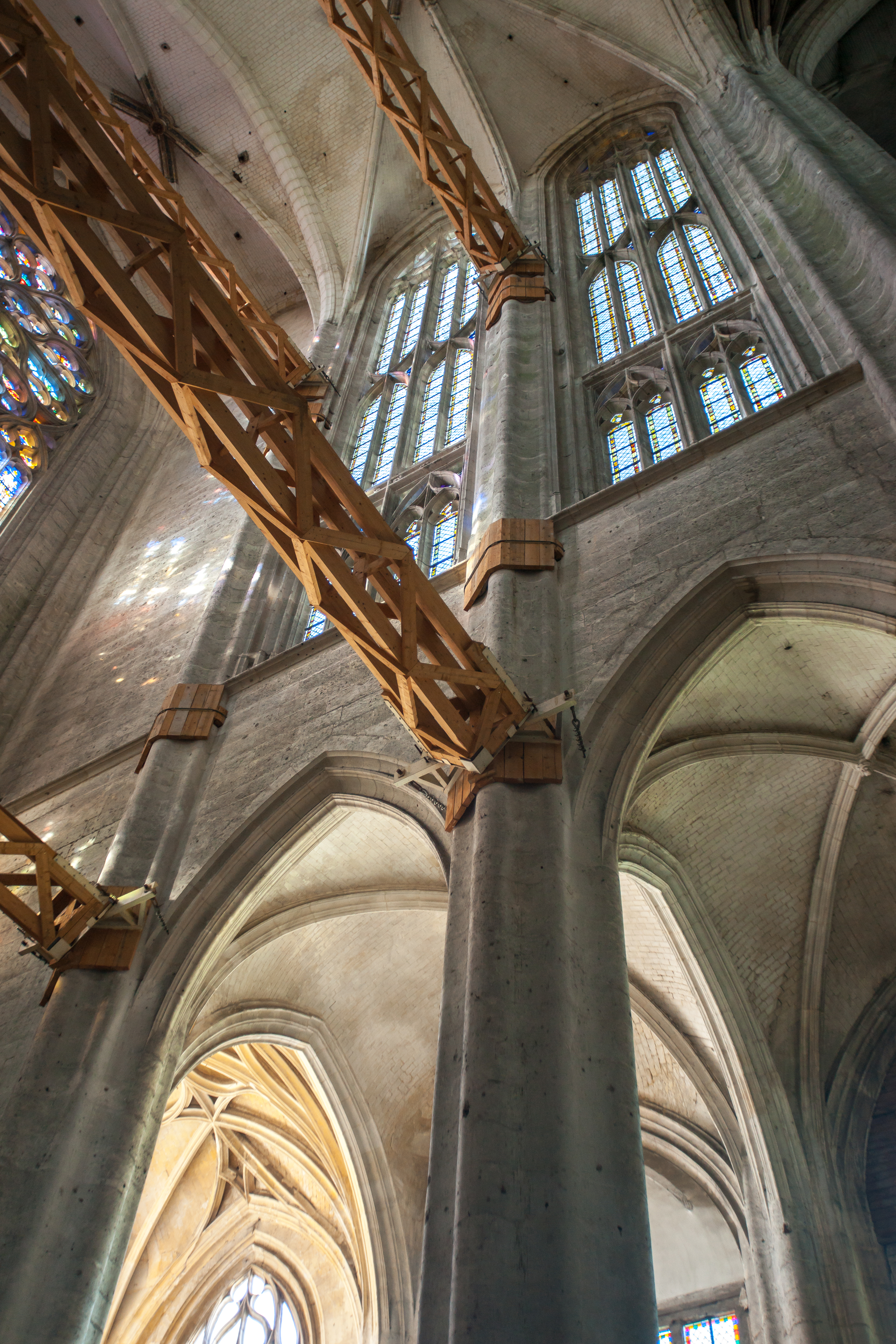
Wewnętrzne zabezpieczenia

Dążąc do zbudowania najwyższej katedry świata, XIII-wieczni budowniczowie katedry w Beauvais musieli wspiąć się na wyżyny ówczesnej sztuki budowlanej. Chociaż zaplanowano wysoką konstrukcję, zastosowano jednocześnie cienkie łęki oporowe, żeby zapewnić przepuszczenie maksymalnej ilości światła do wnętrza budowli. Przypuszcza się dziś, iż przyczyną zawalenia się konstrukcji w 1284 były wibracje spowodowane przez silne wiatry.
Zewnętrzny system przyporowy został wzmocniony żelaznymi poprzecznymi drążkami. Nie wiadomo, kiedy je po raz pierwszy zamontowano. W latach 60. XX w. zostały one usunięte, ponieważ uważano, że były niepotrzebne i szpeciły wygląd budowli katedralnej. Jednakże drgania wywołane wiatrami narastały, powodując powstanie szczelin pomiędzy prezbiterium a transeptem. W konsekwencji poprzeczne drążki zamontowano ponownie, tym razem wykonane ze stali. Ponieważ stal jest mniej elastyczna niż żelazo, cała konstrukcja stała się bardziej sztywna, co spowodowało być może powstanie dodatkowych pęknięć.
Strukturalna słabość konstrukcji jest dodatkowo spowodowana brakiem korpusu nawowego, który w naturalny sposób przenosiłby mechaniczne naprężenia. 
Z biegiem czasu wystąpiły inne problemy związane ze statycznością budowli, wymagające drastycznych środków zaradczych. W północnym ramieniu transeptu znajdują się obecnie cztery wielkie, drewniane i stalowe kratownice różnych rozmiarów, zamontowane w latach 90. XX w. w celu przeciwdziałania zawaleniu się filarów, dźwigających najwyższe sklepienie kościelne na świecie. 
Wszystkie te tymczasowe środki zaradcze pozostaną dopóty, dopóki nie znajdzie się kompleksowe rozwiązanie. Prowadzone są prace studialne mające na celu dokładniejsze określenie tego, co należy zrobić, aby zachować konstrukcję budowli. Naukowcy z nowojorskiego Columbia University wykonali na podstawie skanowania laserowego trójwymiarowy model konstrukcji, próbując w ten sposób znaleźć jej słabe punkty i opracować na tej podstawie środki zaradcze.

### Wygląd zewnętrzny
Katedra ma długość 72,5 m, w tym 47 m prezbiterium. Szerokość transeptu wynosi 58,6 m. Zewnętrzna wysokość budowli wynosi 67,2 m, fasady południowej – 64,4 m. 
Charakterystycznym elementem architektury zewnętrznej jest obiegający prezbiterium system przypór zwieńczonych pinaklami, zbudowanych dla przejęcia naprężeń sklepienia i ścian. Dla dodatkowego wsparcia zbudowano przy nich jeszcze w średniowieczu wolno stojące filary, połączone ze sobą stalowymi drążkami. Prezbiterium otoczone jest wieńcem siedmiu kaplic. W niektórych z nich zachowały się średniowieczne witraże. 

### Wnętrze
We wnętrzu pięcionawowego prezbiterium zwraca uwagę duża ilość kolumn podtrzymujących wysokie sklepienie, wąskie tryforia i bardzo wysokie okna, zapewniające oświetlenie wnętrza świątyni. Dzięki różnym rodzajom szkła w szybach (barwione i przezroczyste) uzyskano dodatkowo efekt gry świateł na kamiennym wystroju wnętrza.
Na południowej ścianie prezbiterium znajduje się średniowieczny zegar (XV–XVI w.), a obok niego imponujący zegar astronomiczny z 1866. 

#### Elementy wystroju wnętrza katedry

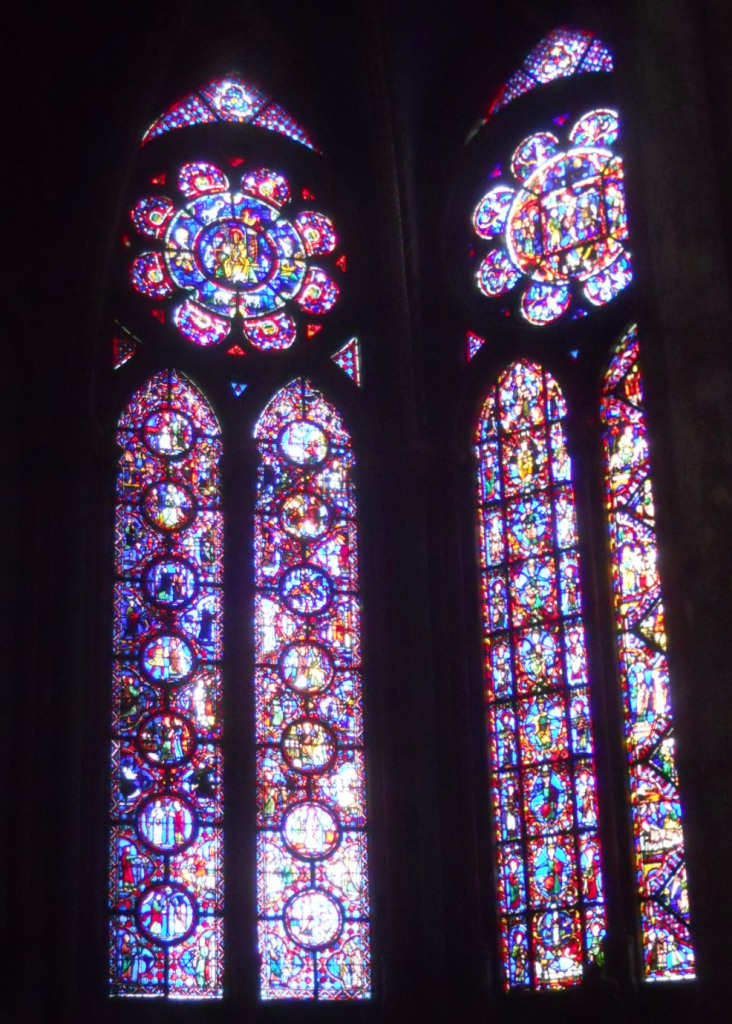
Witraże
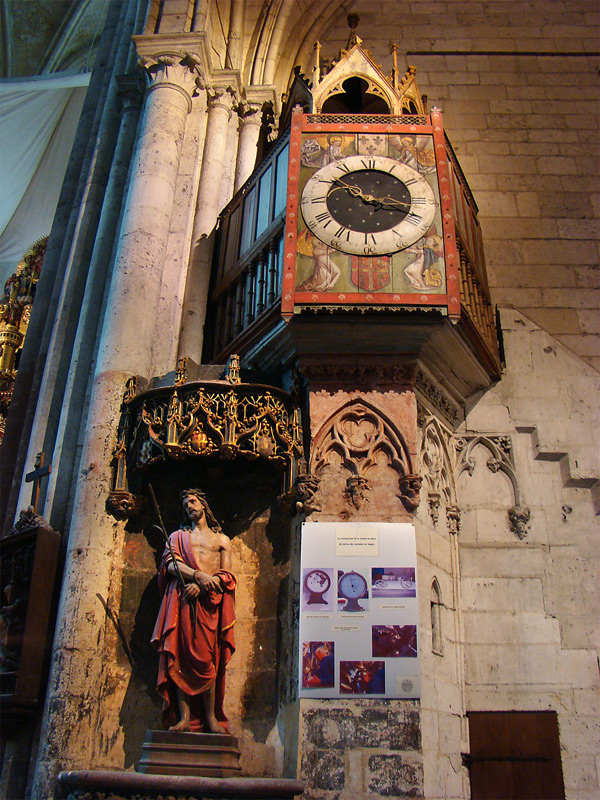
Zegar średniowieczny
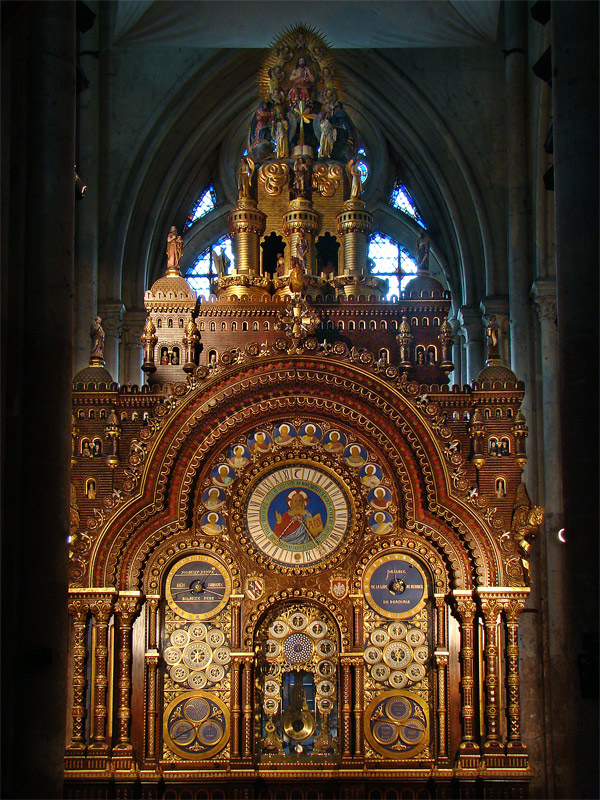
Zegar astronomiczny
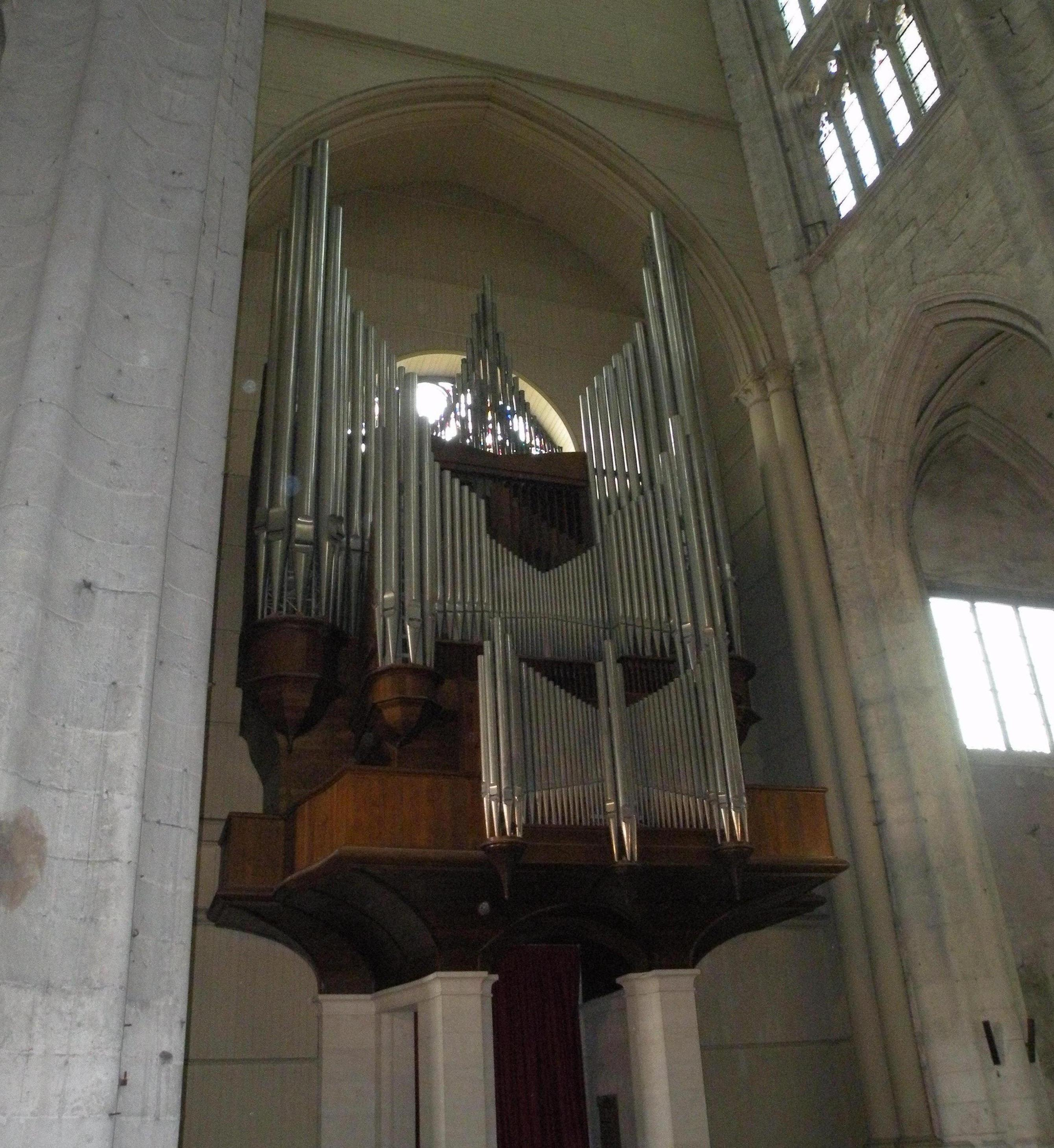
Organy